# Rosemarie Whyte
Rosemarie Whyte (* 8. September 1986 in Bunkers Hill) ist eine jamaikanische Sprinterin, die sich auf den 400-Meter-Lauf spezialisiert hat.

## Sportliche Laufbahn
Sie besuchte die Holmwood Technical Highschool und studierte danach am GC Foster College. Sie wurde von Maurice Wilson trainiert.
Bei den NACAC-Meisterschaften 2007 in San Salvador gewann sie Silber mit der jamaikanischen 4-mal-400-Meter-Staffel und Gold über 4-mal 100 Meter.
2008 wurde sie jamaikanische Meisterin im 400-Meter-Lauf. Bei den Olympischen Spielen 2008 in Peking erreichte sie über diese Distanz im Einzelrennen den siebten Platz. Gemeinsam mit Shericka Williams, Shereefa Lloyd und Novlene Williams gewann sie mit der jamaikanischen 4-mal-400-Meter-Staffel in der Zeit von 3:20,40 min die Bronzemedaille.
Bei den Leichtathletik-Weltmeisterschaften 2009 in Berlin gewann sie mit der jamaikanischen 4-mal-400-Meter-Staffel in derselben Besetzung wie im Jahr zuvor in Peking die Silbermedaille.
Beim Diamond-League-Meeting 2011 in London belegte sie in neuer persönlicher Bestzeit von 49,84 s den zweiten Platz über 400 Meter. Einige Wochen später schied sie bei den Leichtathletik-Weltmeisterschaften 2011 in Daegu im Halbfinale über 400 Meter als Drittplatzierte mit 50,90 s aus. Mit der 4-mal-400-Meter-Staffelmannschaft gewann sie zusammen mit Davita Prendergast, Novlene Williams-Mills und Shericka Williams in der Zeit von 3:18,71 min die Silbermedaille.
Bei den Olympischen Sommerspielen 2012 in London erreichte sie den Finallauf über 400 Meter und belegte dort mit einer Zeit von 50,79 Sekunden den achten Platz. Mit der jamaikanischen 4-mal-400-Meter-Staffel gewann sie ihre zweite olympische Silbermedaille.

## Persönliche Bestzeiten
- 100 m: 11,60 s, Kingston (Jamaika), 24. Juni 2006
- 200 m: 22,74 s, Salamanca, Spanien, 8. Juli 2009
- 400 m: 49,84 s, London, Großbritannien, 6. August 2011